# 폴인
폴인(폴란드어: Polacy 폴라치[pɔˈlat͡sɨ][*], 영어: Poles)은 서슬라브족에 속하는 민족이다. 폴란드 인구의 대다수를 차지한다. 폴인은 인도유럽어족 슬라브어파 서슬라브어군에 속하는 폴란드어를 모어로 한다. 또 다른 뜻으로는 폴란드의 국민(시민권자)을 뜻하지만, 보통은 폴란드어를 모어로 사용하는 민족을 뜻하는 표현으로 많이 사용된다.
민족명의 시초는 고대에 폴란드 민족을 통일해서 폴란드 왕국의 기초를 쌓아 올린 서슬라브인의 일파 폴라브족에 유래되었다. 폴라브족이라는 의미는 평원의 백성이라고 하는 의미로, 폴란드(폴란드어에서는 폴스카)의 어원이 되었다.
폴란드 공화국의 법률에서는 폴인이라고 하는 민족을 정의하는 법규정은 없고 폴란드의 국민이 모두 폴인이라고 하고 있다. 그러나 폴인과는 다른 집단 카슈브인 등의 소수민족도 "폴란드인"으로서 존재한다. 현재의 폴란드에서 그들은 민족적 소수파는 아니고, 언어적 소수파로서 다루어지고 언어를 지키기 위한 일정한 권리를 인정받고 있다.

## 같이 보기
- 재독일 폴인(en:Poles in Germany, 폴란드계 독일인 포함)